# Les Vinyes (Rivert)
Les Vinyes, és una partida rural formada per antigues vinyes actualment abandonades del terme municipal de Conca de Dalt, al Pallars Jussà, a l'antic terme de Toralla i Serradell, en el territori del poble de Rivert, però molt proper ja a Sensui.
Estan situades a prop de l'extrem sud-est del terme municipal, dins de l'antic terme de Toralla i Serradell, al sud-est de Rivert, però queden més a prop, a ponent, de Sensui, ja que es troben al límit del terme. Són al nord-oest de Sensuis, al nord-est de les Planes, al sud de Rebollans i a ponent de lo Planell.